# 龙母水库
龙母水库是中国广西壮族自治区柳州市鹿寨县导江乡境内的一座水库，位于洛清江流域家鸣河上，建于1978年。水库正常库容为880万立方米，集雨面积为22平方千米，海拔为193米。